# فينسنت سباديا

## روابط إضافية
- فينسنت سباديا على موقع رابطة محترفي التنس (الإنجليزية)
- فينسنت سباديا على موقع الاتحاد الدولي لكرة المضرب (الإنجليزية)
- فينسنت سباديا على موقع كأس ديفيز (الإنجليزية)
- فينسنت سباديا على موقع خلاصة التنس.كوم (الإنجليزية)
- فينسنت سباديا على موقع أوليمبيديا (الإنجليزية)
- Spadea Recent Match Results
- Spadea World Ranking History
- Official Home Page نسخة محفوظة 24 يوليو 2019 على موقع واي باك مشين.
- Spadea's Book Wins ACE Magazine Book of the Year for 2006
- Photos of Spadea Hitting at Wimbledon